# Буассьё, Ален де
Ален де Буассьё (Ален Анри Мари Жозеф де Буассьё Деан де Люинье; фр. Alain Henry Marie Joseph de Boissieu-Déan de Luigné; 5 июля 1914, Шартр — 5 апреля 2006, Кламар) — французский военный деятель, участник Второй мировой войны в рядах войск «Свободной Франции». армейский генерал (1971).
Зять Шарля де Голля.

## Биография
Родился 5 июля 1914 года в Шартре в семье страхового агента Анри де Буассьё и Маргариты Фроже де Мони (фр. Marguerite Froger de Mauny). Семья Буассьё происходила из старинного буржуазного, а с XVIII века — дворянского, рода. Прапрадед Алена — «французский Рембрандт» Жан-Жак де Буассьё, в 1784 году был причислен к французскому потомственному дворянству.
Получил общее образование в коллеже Святого Креста в Ле-Мане и в частном лицее Святой Женевьевы в Версале. В октябре 1936 года он поступил в Особую военную школу Сен-Сир, которую окончил в рядах курса «Неизвестный солдат». Произведённый в су-лейтенанты кавалерии, Анри в сентябре 1938 года поступил в Школу применения кавалерии в Сомюре. Одновременно получил три диплома (лицензии) Парижского университета.
После окончания Школы кавалерии служил в 15-й разведывательной группе 10-й пехотной дивизии.

### Вторая мировая война
Боевое крещение получил 11 июня 1940 года под Эпуа, где, командуя взводом противотанковых орудий, встретил атаку немецких войск, уничтожив при этом три бронемашины противника. При попытке выйти из окружения, 12 июня взят в плен.
Во время этапирования в Германию, 19 июня узнал о «Призыве 18 июня» де Голля и в Майнце совершает неудачную попытку побега. Содержался в офицерском лагере для военнопленных в Вестфаленхофе (нем. Oflag II D Gross-Born). Уже находясь в плену, в сентябре 1940 года произведён в лейтенанты.
28 марта 1941 года лейтенант Буассьё вместе с двумя товарищами, су-лейтенантом Алоисом Клейном и лейтенантом Жаком Бране, совершил побег из лагеря и добрался до территории СССР. После выраженного пожелания отправиться в Англию для вступления в войска де Голля, в связи с нейтральным статусом СССР был интернирован.
После нападения Германии на СССР в июне 1941 года данные о 185 интернированных французах были переданы командованию «Свободной Франции», после чего французы через Архангельск и Шпицберген были переправлены в Великобританию. 12 сентября 1941 года Ален де Буассьё прибыл в Кемберли и сразу же записался в Свободные французские силы.
Произведённый в капитаны, был назначен в штаб генерала де Голля. Пройдя парашютную подготовку, участвует в неудачных операциях «Мирмидон» (высадка десанта в Байонне 5 апреля 1942 года) и «Юбилей» (высадка десанта в Дьепе 19 августа 1942 года). В декабре того же года его направляют в Африку, где он со 2-м маршевым батальоном Французской Экваториальной Африки устанавливает власть «Свободной Франции» на Мадагаскаре и в Джибути. В марте 1943 года его переводят в Тунис, где назначают в штаб сил «L» генерала Леклерка (с июля 1943 года — 2-я бронетанковая дивизия). В феврале 1944 года он назначен командиром эскадрона охраны генерала Леклерка. 
30 июля 1944 года со своей частью высадился в Нормандии. 12 августа в бою у Ла-Ланд-де-Гу получил лёгкое ранение, через несколько дней отличился в бою в лесу Экув. 25 августа участвует в освобождении Парижа, где отличился при взятии Люксембургского дворца.
В декабре 1944 года перевёлся в 501-й танковый полк, где принял под команду 3-ю роту лёгких танков. Участвует в битве за Эльзас. Окончание войны встретил в южной Баварии, после чего вернулся в Париж. В июне 1945 года произведён в командиры эскадрона.

### Послевоенное время
18 января 1946 года за свои заслуги в деле освобождения Франции пожалован в кавалеры ордена Освобождения.
После войны прошёл курс Школы Генерального штаба. С августа 1947 по ноябрь 1949 года служил в Секретариате обороны Французской Экваториальной Африки. После возвращения в метрополию до 1952 года заведовал технической службой 501-го танкового полка. С 1952 по 1953 год служил в штабе Центральноафриканской стратегической зоны в Дакаре. В 1953—1955 годах прошёл обучение в Высшей военной школе. Произведённый в подполковники, вернулся в Дакар в штаб главнокомандующего Центральноафриканской стратегической зоны.
В 1956 году по прошению переведён в Алжир, где принял под команду 4-й стрелковый полк. Отличившись в делах с алжирскими повстанцами, «как в умиротворении своей территории, так и в организации и проведении операций», дважды награждён крестом Воинской доблести и пожалован в командоры ордена Почётного легиона. В сентябре 1958 года произведён в полковники, после чего до октября 1959 года возглавляет Военный кабинет генерального правительственного делегата Поля Делуврье.
В октябре 1959 года полковник Буассьё назначен начальником штаба Генеральной инспекции бронетанковых войск и кавалерии. В 1961 году прошёл курсы в Центре передовых военных исследований и Институте передовых исследований национальной обороны.
22 августа 1962 года находился в одной машине с Шарлем де Голлем во время покушения на президента группы заговорщиков. Благодаря выдержке Буассьё и водителя, им удалось благополучно вывести президентский автомобиль из-под обстрела нападавших.
1 октября 1962 года назначен командиром 2-й бронетанковой бригады. Произведённый в бригадные генералы, в сентябре 1964 года назначен начальником Особой военной школы Сен-Сир, которую возглавлял до 1967 года. В сентябре 1967 года получил в командование 7-ю бронетанковую дивизию, в 1968 году произведён в дивизионные генералы, а в 1969 году назначен инспектором бронетанковых войск и кавалерии и членом Верховного военного совета. В 1970 году произведён в корпусные генералы.
В мае 1971 года произведён в генералы армии и назначен начальником Генерального штаба Сухопутных войск. Находился на этой должности до февраля 1975 года, одновременно в 1972—1973 годах являясь вице-президентом Верховного совета Сухопутных войск. 12 февраля 1975 года назначен Великим канцлером ордена Почётного легиона и Национального ордена Заслуг. 10 мая 1981 года, будучи недовольным избранием на пост президента Франции Франсуа Миттерана и не желая, по должности, подавать ему на инаугурации цепь ордена Почётного легиона (знак президентской власти), подал в отставку. Возглавлял почётный комитет ортодоксально-голлистского Движения инициативы и свободы.
С 1970 года состоял членом Совета ордена Освобождения. 26 сентября 2002 года назначен канцлером ордена Освобождения, находился на этом посту до своей смерти.
Умер 5 апреля 2006 года в Кламаре. После торжественной церемонии прощания в Доме инвалидов, 8 апреля похоронен на кладбище Коломбе-ле-Дёз-Эглиз, рядом с могилой Шарля де Голля.
Именем генерала Алена де Буассьё названы улицы в XV округе Парижа и Шартре.

## Семья

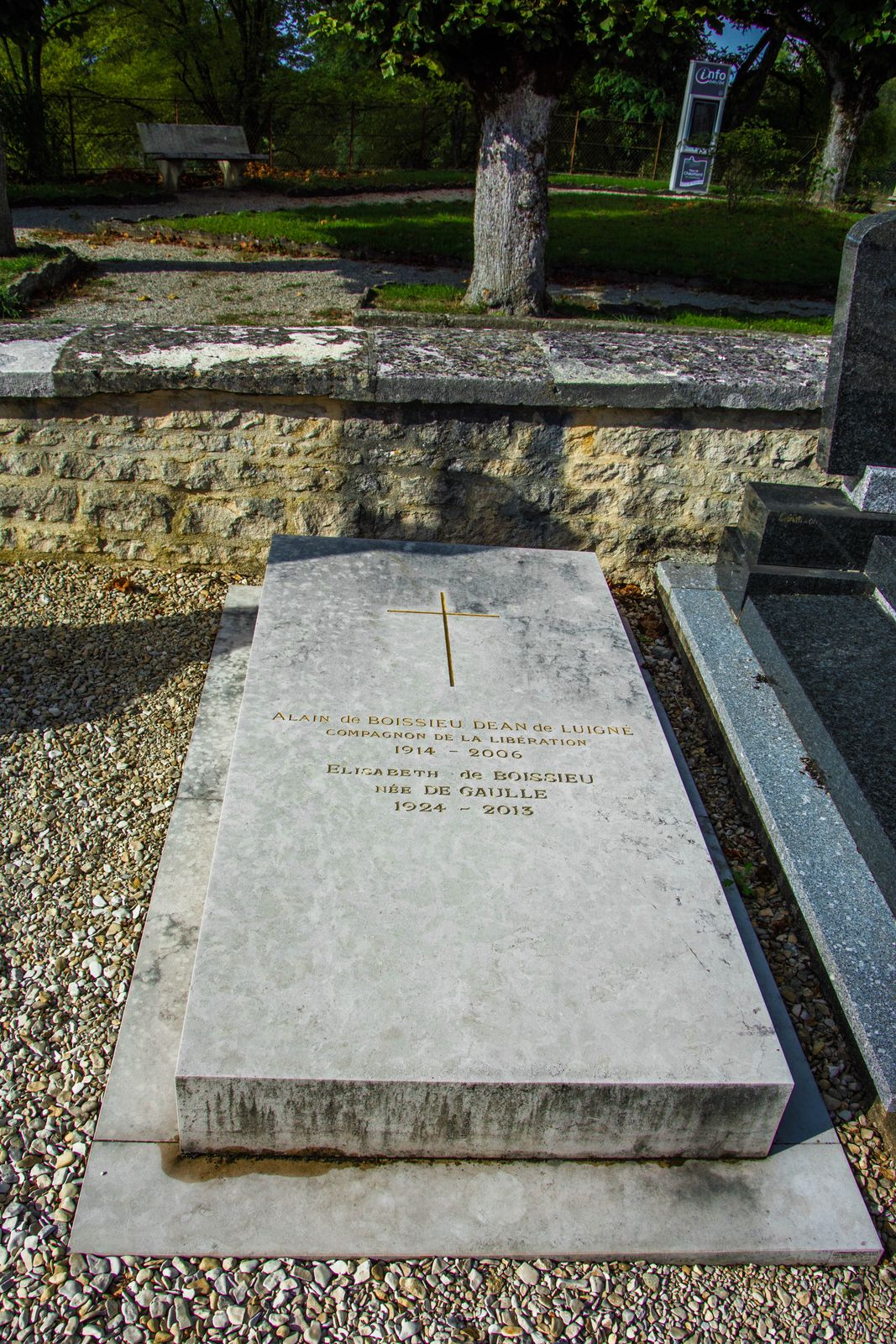
Могила Алена и Элизабет де Буассьё на кладбище Коломбе-ле-Дёз-Эглиз

В 1941 году в Лондоне Ален де Буассьё познакомился со старшей дочерью Шарля де Голля — Элизабет (15 мая 1924 — 2 апреля 2013).  2 января 1946 года они поженились в Париже в часовне монастыря ордена Богоматери в Сионе. В 1959 году у них родилась дочь Анна.

## Награды
- Кавалер Большого креста ордена Почётного легиона
- Кавалер ордена Освобождения
- Кавалер Большого креста Национального ордена Заслуг
- Военный крест 1939—1945 (3 пальмы, 3 серебряных звезды и 1 бронзовая звезда)
- Крест Воинской доблести (1 пальма и 1 бронзовая звезда)
- Медаль Сопротивления
- Кавалер ордена Академических пальм
- Медаль «За побег из плена»
- Крест Добровольцев 1939—1945
- Крест Добровольцев Сопротивления
- Колониальная медаль
- Памятная медаль Добровольной службы в движении «Свободная Франция»
- Кавалер Большого креста ордена Чёрной звезды
- Рыцарь-командор ордена Британской империи (Великобритания)
- Командор ордена «Легион почёта» (США)
- Президентская благодарность подразделению (США) (в составе 2-й бронетанковой дивизии)
- Кавалер Большого креста ордена Военных заслуг (Бразилия)
- Кавалер Большой ленты ордена Алауитского трона (Марокко)
- Командор ордена Нишан-Ифтикар (Тунис)
- Кавалер Большой ленты ордена Республики (Тунис)
- Орден Освободителя (Венесуэла)
- Офицер ордена Независимости (Иордания)
- Кавалер Большого креста милости и преданности Мальтийского ордена
- Кавалер Большого креста ордена Святого Гроба Господнего Иерусалимского

## Комментарии
1. ↑  Звание «командир эскадрона» (фр. Chef d'escadrons) в Национальной жандармерии и армейских танковых и бронеразведывательных частях, ведущих свою историю от кавалерийских частей — аналог общеармейского звания «майор».